# Torigea harakiri
Torigea harakiri är en fjärilsart som beskrevs av Felix Bryk 1942. Torigea harakiri ingår i släktet Torigea och familjen tandspinnare. Inga underarter finns listade i Catalogue of Life.